# Galero

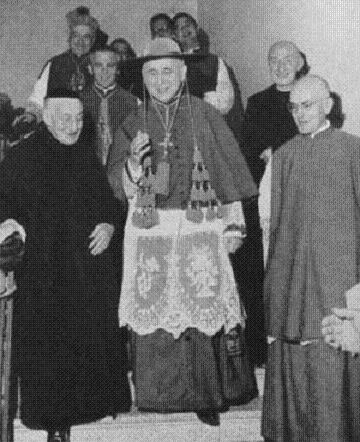
Le cardinal Giovanni Colombo portant le galero en 1965.

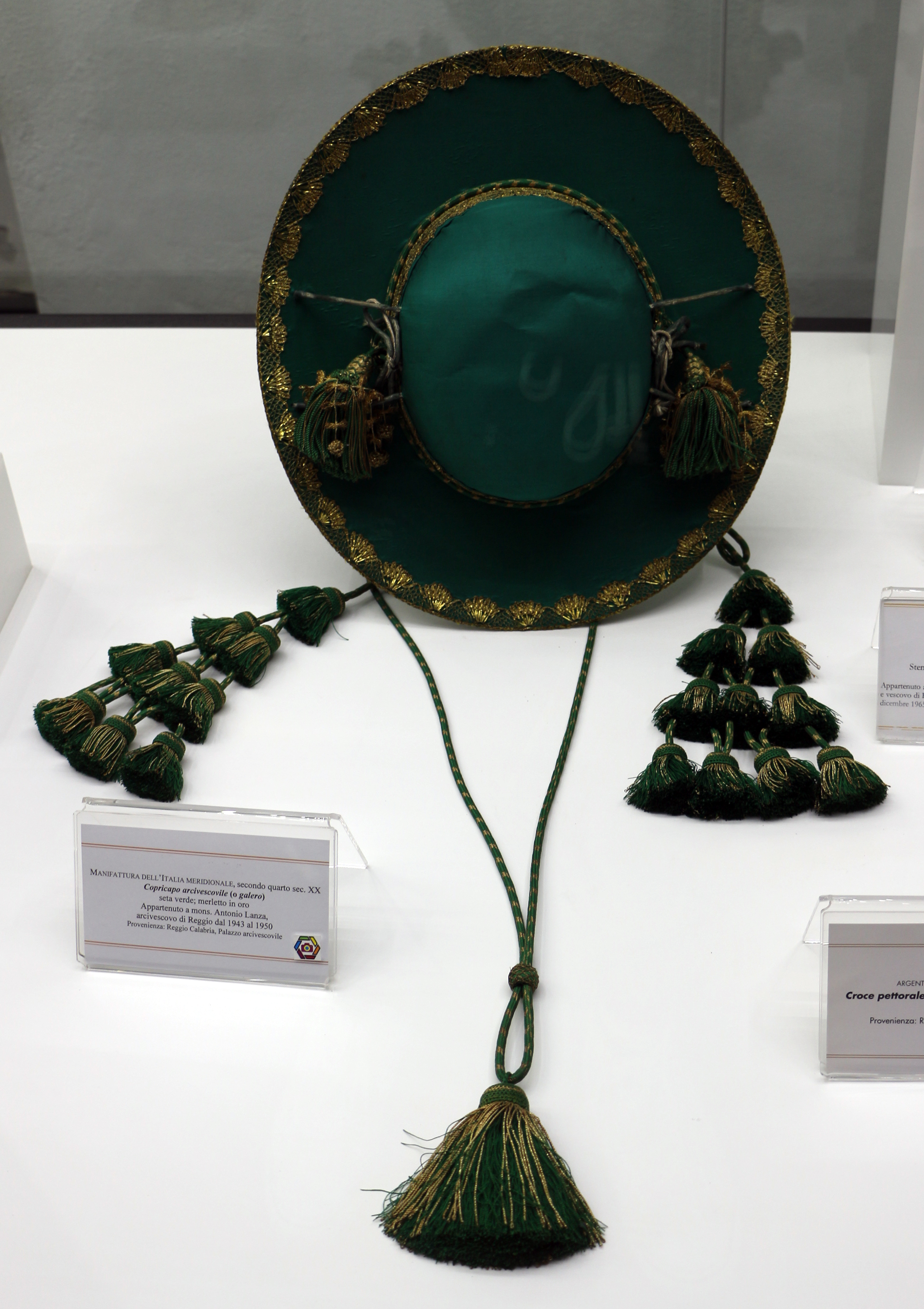
galero archi-épiscopal : il est vert et muni de deux rangées de dix houppes (XXe siècle).

Le galero, ou galero cardinalice, est un chapeau à glands et à larges bords porté par les membres du clergé de l'Église catholique ; il diffère du saturne.
Au fil des siècles, le galero devient propre aux cardinaux et symbolise leur titre de prince de l'Église. Il en existe plusieurs sortes, correspondant chacune au grade de leur porteur. Seul le galero cardinalice a perduré dans le temps en tant qu'objet. Il se compose d'un large chapeau assez plat, dont la couleur varie en fonction du porteur (rouge pour un cardinal, vert pour un évêque), d'où descendent deux rangées de houppes ou de glands symétriques, dont le nombre varie en fonction du grade du porteur.

## Histoire

### Origine

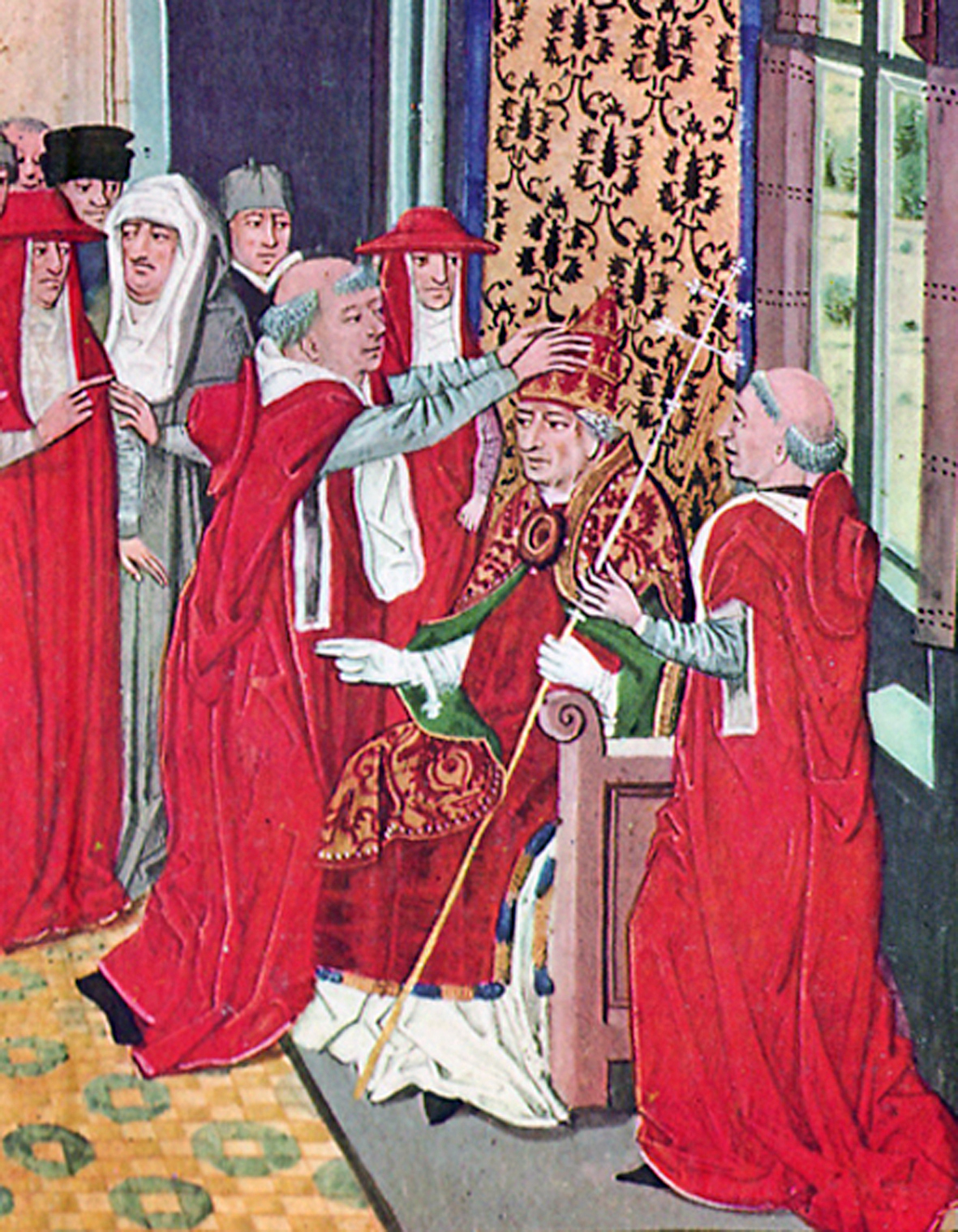
Couronnement de Grégoire XI (XVe siècle) : un exemple de port de galero dans le dos

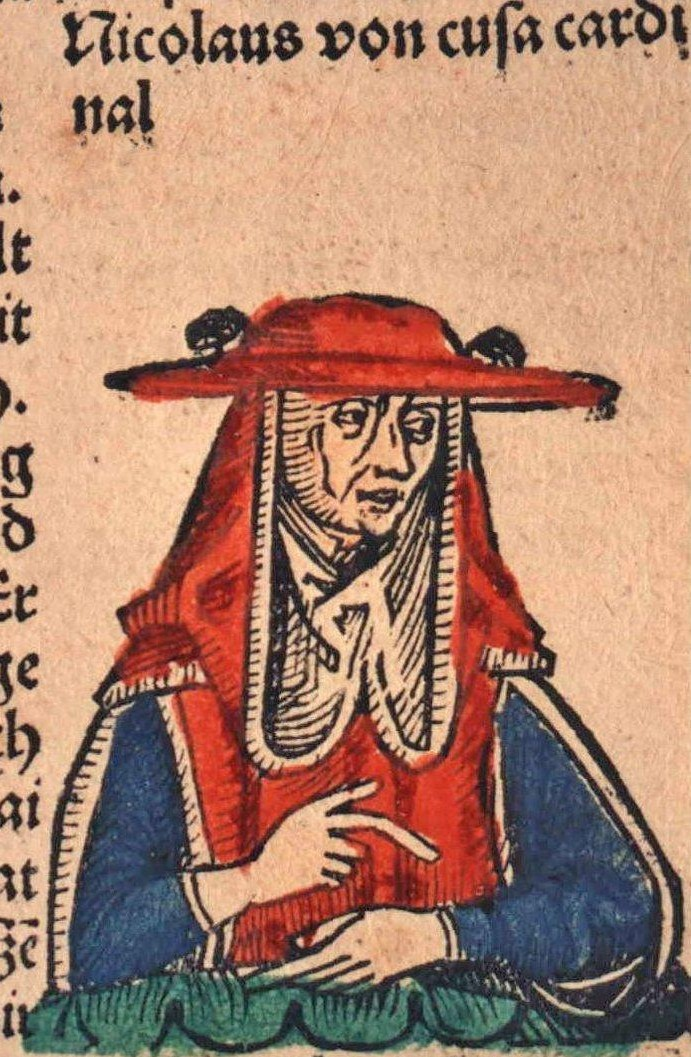
Le Cardinal Nicolas de Cues (1401-1464) portant le galero par dessus la Cappa Magna.

Initialement, le galero est porté par les différents membres du bas clergé. En 1245, l'utilisation du galero est étendue aux cardinaux par le pape Innocent IV lors du premier concile de Lyon. Son utilisation est ensuite réservée aux cardinaux par le pape Grégoire XIV en 1591.
Il caractérise les cardinaux selon leur titre (diacre, prêtre, évêque) et leur tâche (chamberlain).
Certaines sources médiévales, telle que celle du dessin ci-contre, semblent affirmer qu'il est à l'origine prévu pour maintenir la Cappa Magna sur la tête du cardinal (voir photographie). Peu pratique, tombant au moindre coup de vent, il est ensuite porté de manière fréquente dans le dos et ne sert plus de couvre-chef.
En 1285, le cardinal Jean Cholet utilise son galero pour couronner Charles de Valois à Gérone, ce qui vaudra à ce dernier le surnom de « roi du chapeau ».
En 1965, à la suite du concile Vatican II, l'usage du galero est aboli par l'instruction Ut sive sollicite du pape Paul VI.

### Concile de Vatican II
Avant le concile de Vatican II, lors de la création d'un cardinal en consistoire le pape place le galero cardinalice sur la tête du nouveau cardinal, la pratique donnant lieu à l'expression « recevoir le chapeau rouge ». 
En 1965, à la suite du concile, le décret Ut sive sollicite supprime l'utilisation du galero. Il a été jugé qu'en supprimant ces insignes élaborés, les croyants pourraient mieux s'identifier à leurs dirigeants pastoraux.
"Ruber galerus et petasus e rubro item gausapo abolentur", en français : "Le galero rouge et le chapeau rouge sont abolis".

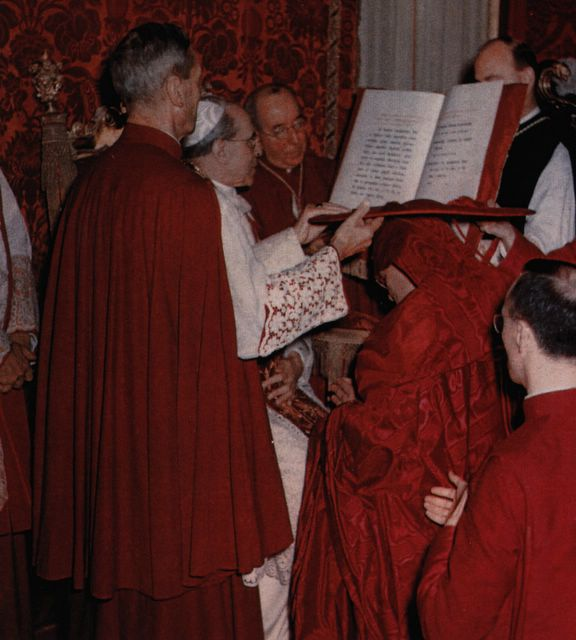
Remise du galero lors d'un consistoire par le Pape Pie XII

(extrait du décret Ut sive sollicite mentionnant le galero).

Aujourd'hui, seule la calotte ou la barette sont placées sur la tête des cardinaux lors du consistoire. Quelques cardinaux de rites orientaux préfèrent porter un casque oriental distinctif.
Certains cardinaux continuent d'obtenir le galero à titre privé, souvent posé sur leurs tombes après leur mort. En effet, lorsqu'un cardinal meurt, il est de tradition que son galero soit suspendu sur sa tombe, où il reste jusqu'à ce qu'il soit réduit en poussière, symbolisant le fait que toute gloire terrestre est passagère. Aux États-Unis, où seules quelques cathédrales ont des cryptes, les galeri des cardinaux morts sont suspendus au plafond. Cette coutume est également largement répandue en Europe.
La trace du galero se retrouve fréquemment dans les armoiries des prélats de l'Église (ci-dessous) : rouge avec trente glands pour les cardinaux, vert avec trente glands pour les primats et pour les patriarches, vert avec vingt glands pour les archevêques, vert avec douze glands pour les évêques.

## Illustrations

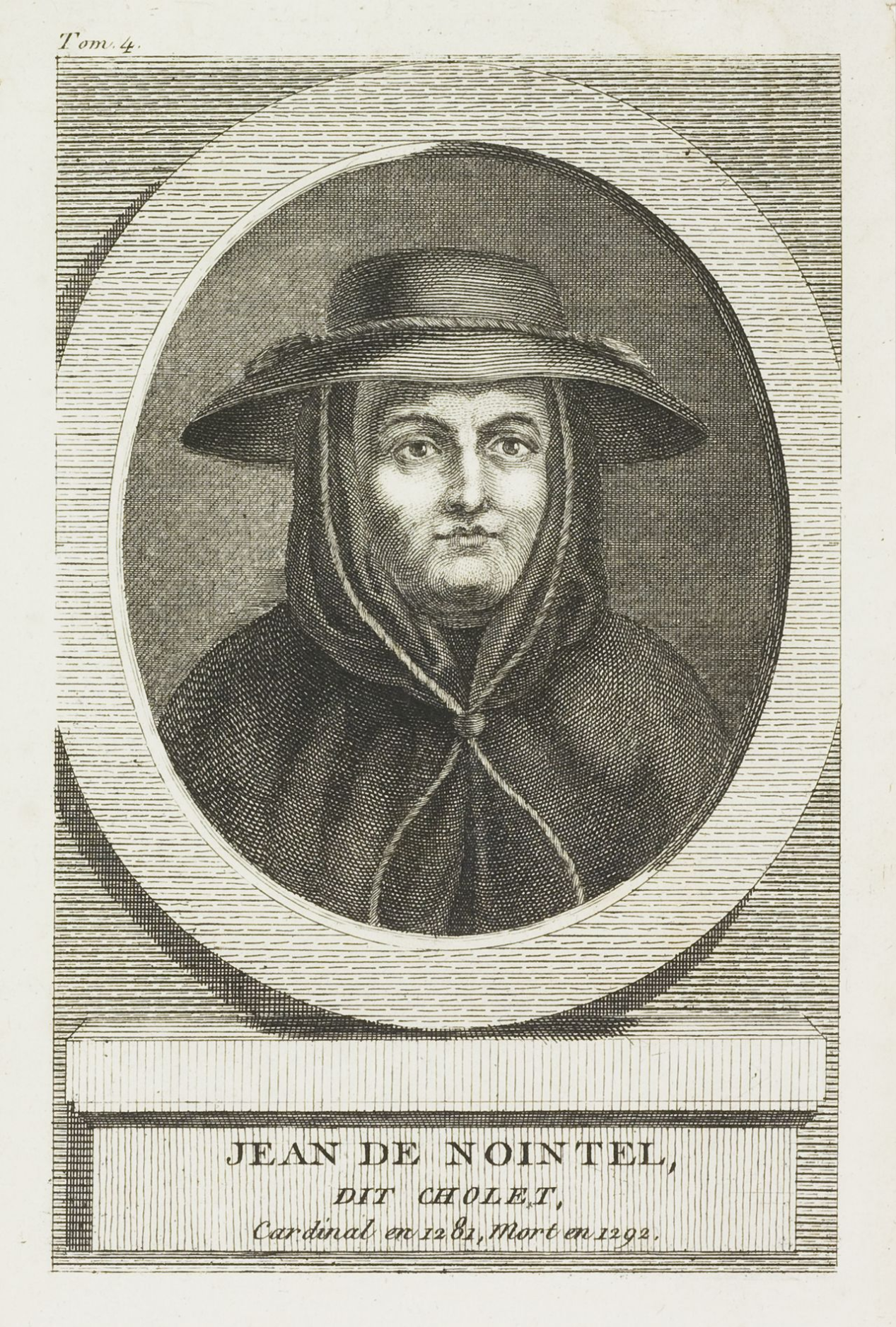
Le cardinal Jean Cholet ou Jean de Nointel arborant son galero.

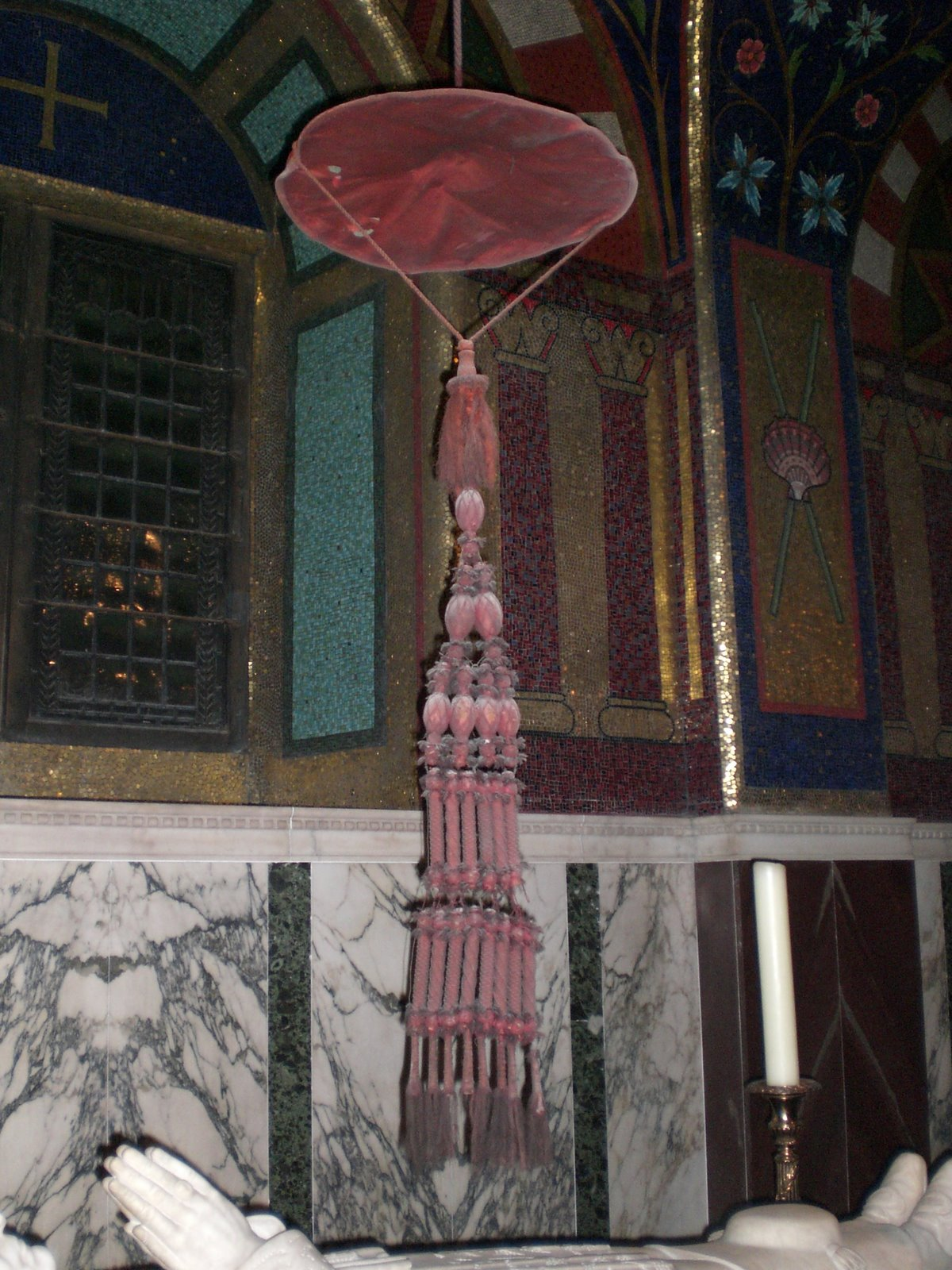
Modèle générique des armoiries d'un archevêque : le galero vert à houppes de vingt glandsGalero suspendu au-dessus de la sépulture d'un cardinal.
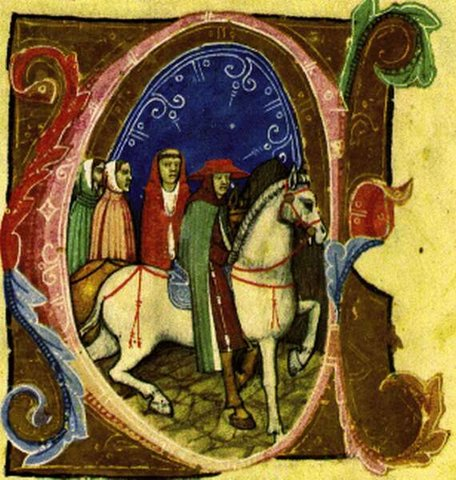
Le légat pontifical de Hongrie et cardinal Gentil de Montefiore.
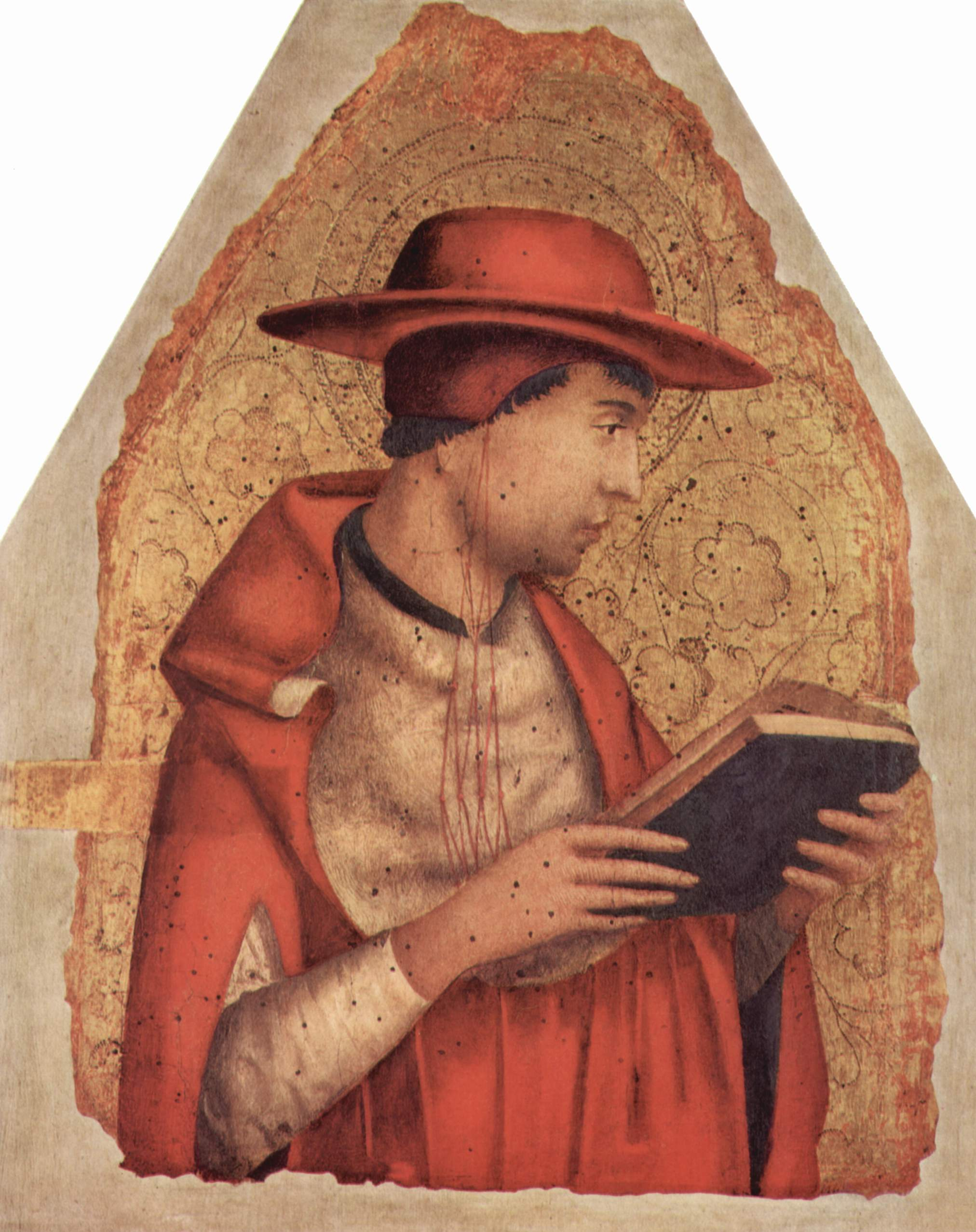
Saint Jérôme[N 2] (panneaux de Palerme), Antonello de Messine, 1473.
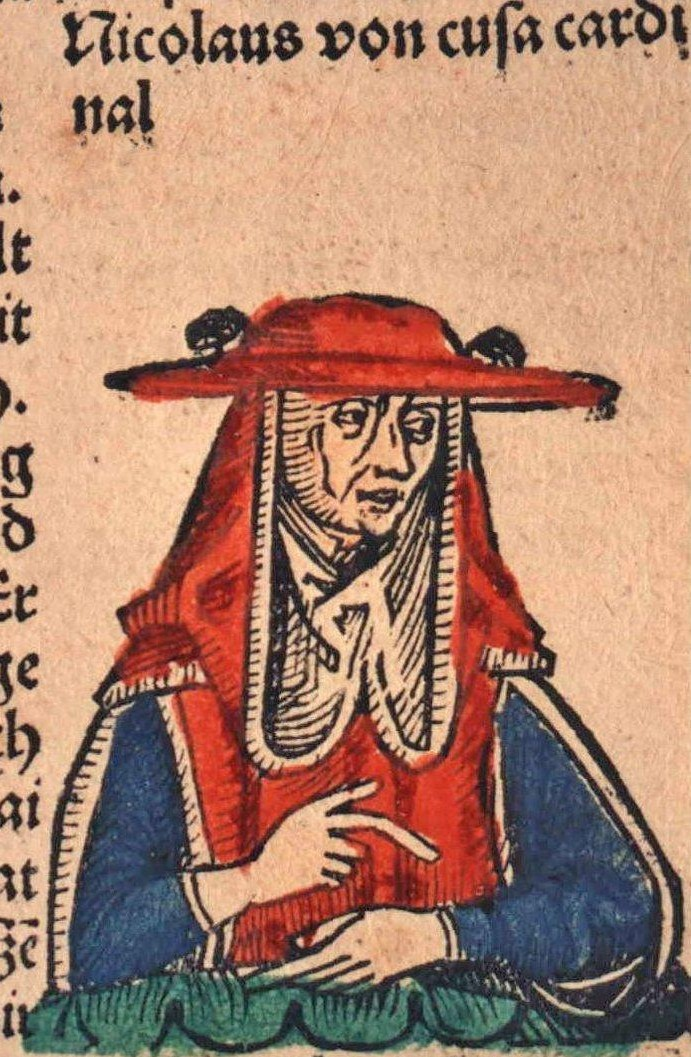
Nicolas de Cues.
Modèle générique des armoiries d'un cardinal.
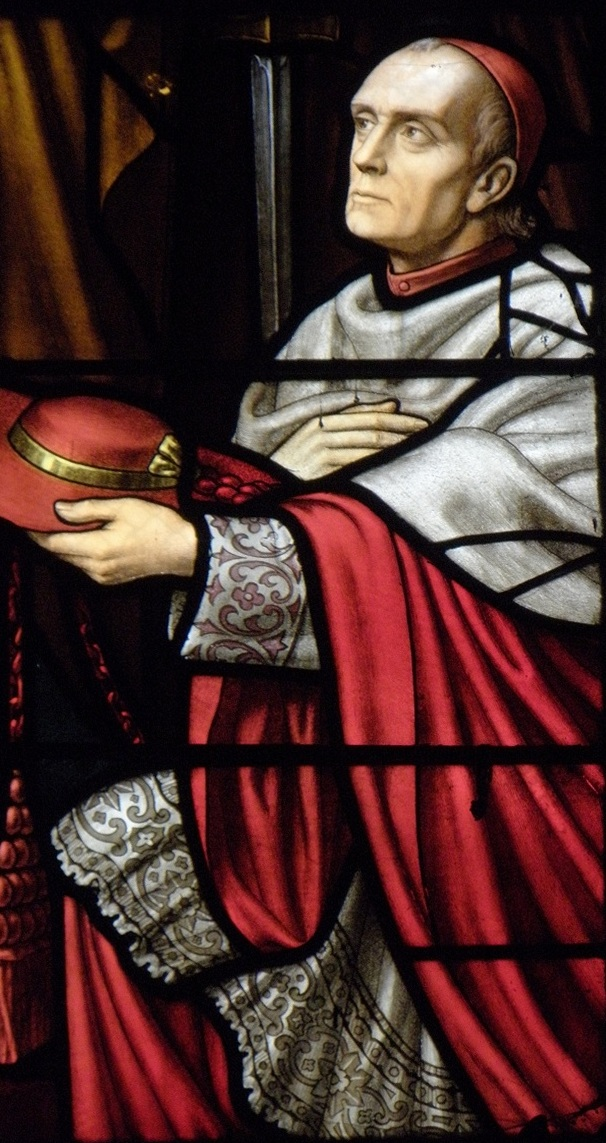
Vitrail représentant Godefroy Brossay-Saint-Marc recevant le galero de la part du pape Pie IX, lors du consistoire.

## Source
- (en) Cet article est partiellement ou en totalité issu de l’article de Wikipédia en anglais intitulé « Galero » (voir la liste des auteurs).